# 1512
Il 1512 (MDXII in numeri romani) è un anno bisestile del XVI secolo.

## Eventi
- 27 gennaio – Vengono promulgate le Leggi di Burgos per regolamentare il trattamento dei popoli nativi del Nuovo Mondo.
- 19 febbraio – Sacco di Brescia: Le truppe francesi, guidate dal generale Gaston de Foix-Nemours, saccheggiano la città di Brescia, che si era ribellata alla dominazione francese.
- 11 aprile – Battaglia di Ravenna: i francesi vincono le truppe della Lega Santa, ma subiscono gravi perdite e devono ritirarsi dalla Lombardia all'avvicinarsi di un esercito svizzero ostile.
- 27 giugno – Con il Giuramento di Teglio, la Valtellina venne ufficialmente annessa ai Grigioni. Vi rimarrà fino al 1797.
- 29 agosto – L'esercito della Lega Santa, entrato in Toscana sotto il comando di Raimondo de Cardona, conquista e devasta Prato, segnandone l'inizio del declino, durato circa due secoli.
- 31 ottobre – Viene inaugurata la Cappella Sistina.
- Firenze ridiventa Signoria dei Medici, dopo un periodo repubblicano iniziato nel 1494.
- In Germania si svolge la Dieta di Colonia.
- Tiziano dipinge presumibilmente le Tre età dell'uomo.

## Nati

### Gennaio
- 5 gennaio - Robert IV de la Marck, nobile e ufficiale francese († 1556)
- 13 gennaio - Gaspar de Quiroga y Vela, cardinale e arcivescovo cattolico spagnolo († 1594)
- 17 gennaio - Sibilla di Jülich-Kleve-Berg, principessa († 1554)
- 27 gennaio - Egidio Foscarari, teologo e vescovo cattolico italiano († 1564)
- 31 gennaio - Enrico I del Portogallo, cardinale, sovrano e arcivescovo cattolico portoghese († 1580)

### Marzo
- 5 marzo - Gerardo Mercatore, matematico, astronomo e cartografo fiammingo († 1594)

### Aprile
- 10 aprile - Giacomo V di Scozia, re († 1542)
- 23 aprile - Henry FitzAlan, XIX conte di Arundel, nobile inglese († 1580)

### Maggio
- 31 maggio - Agostino Ricchi, commediografo e medico italiano († 1564)

### Giugno
- 12 giugno - Paolo Manuzio, editore, tipografo e umanista italiano († 1574)

### Luglio
- 5 luglio - Cristoforo Madruzzo, cardinale italiano († 1578)
- 9 luglio - Fortunato Martinengo Cesaresco, nobile e letterato italiano († 1552)
- 25 luglio - Diego de Covarrubias y Leiva, giurista, politico e arcivescovo spagnolo († 1577)

### Agosto
- 10 agosto - Enrico-Francesco di Foix-Grailly-Candale, vescovo cattolico francese († 1594)
- 27 agosto - Friedrich Staphylus, teologo tedesco († 1564)

### Novembre
- 11 novembre - Marcin Kromer, storico e vescovo cattolico polacco († 1589)

### Dicembre
- 4 dicembre - Jerónimo Zurita y Castro, storico spagnolo († 1580)
- 21 dicembre - Bonifacio IV del Monferrato, marchese italiano († 1530)

### Senza giorno specificato
- Galeazzo Alessi, architetto italiano († 1572)
- Luigi Anguillara, botanico italiano († 1570)
- Girolamo Borro, teologo italiano († 1592)
- Melchor Bravo de Saravia, generale spagnolo († 1577)
- Nicola Maria Caracciolo, vescovo cattolico italiano († 1567)
- Caterina Parr, sovrana († 1548)
- Gherardo Cibo, botanico italiano († 1600)
- Pedro Cieza de León, storico, esploratore e militare spagnolo († 1554)
- Artus de Cossé-Brissac, militare francese († 1582)
- John Craig, religioso scozzese († 1600)
- Pietro Ferrabosco, architetto italiano († 1599)
- Prospero Fontana, pittore italiano († 1597)
- Devlet I Giray († 1577)
- Itō Yoshisuke, militare giapponese († 1585)
- Kamran Mirza, principe e poeta indiano († 1557)
- Antonio Lafreri, incisore e cartografo francese († 1577)
- Diego Laínez, gesuita spagnolo († 1565)
- Bernardino Lanino, pittore italiano († 1578)
- Íñigo López de Hurtado de Mendoza, nobile, militare e diplomatico spagnolo († 1580)
- Giovanni Francesco Lottini, politico e scrittore italiano († 1572)
- Giulio Cesare Luini, pittore italiano
- Manco II, imperatore inca († 1544)
- Andrea Minucci, arcivescovo cattolico italiano († 1572)
- Leone Orsini, vescovo cattolico e letterato italiano († 1564)
- Willem de Pannemaker, artista fiammingo († 1581)
- Claude Paradin, scrittore e storico francese († 1573)
- Juan Pérez de Moya, matematico e scrittore spagnolo († 1596)
- Mikołaj Radziwiłł, militare polacco († 1584)
- Charles de Sainte-Marthe, poeta, umanista e teologo francese († 1555)
- Domingo de Salazar, vescovo cattolico spagnolo († 1594)
- Satomi Yoshitaka, militare giapponese († 1574)
- Shimazu Sanehisa, militare giapponese († 1553)
- Adrianus Turnebus, umanista, filologo e filosofo francese († 1565)
- Ujiie Naotomo, militare giapponese († 1571)
- Fernando Vázquez de Menchaca, giurista e umanista spagnolo († 1569)
- Christoph Wertwein, vescovo cattolico austriaco († 1553)
- Antonio da Ponte, scultore e carpentiere italiano († 1597)
- Giovanni V di Parthenay, nobile francese († 1566)
- Üveys Pascià, politico ottomano († 1547)

## Morti
- 2 gennaio - Svante Nilsson, sovrano svedese (n. 1460)
- 10 gennaio - Fregosino Fregoso, condottiero italiano (n. 1460)
- 23 gennaio - Vlad V cel Tânăr, principe (n. 1488)
- 30 gennaio - Reinardo IV di Hanau-Münzenberg, conte tedesco (n. 1473)
- 2 febbraio - Lancino Curti, poeta italiano
- 2 febbraio - Hatuey, condottiero nativo americano
- 19 febbraio - Federico Contarini, militare e politico italiano (n. 1479)
- 22 febbraio - Amerigo Vespucci, navigatore, esploratore e cartografo italiano (n. 1454)
- 23 febbraio - Sigismondo de' Conti, umanista e storico italiano (n. 1432)
- 29 marzo - Lucas Watzenrode, vescovo cattolico polacco (n. 1447)
- 5 aprile - Lazzaro Bastiani, pittore italiano (n. 1429)
- 11 aprile - Ivo d'Allegri, condottiero francese (n. 1452)
- 11 aprile - Asakura Sadakage, militare giapponese (n. 1473)
- 11 aprile - Gaston de Foix-Nemours, nobile francese (n. 1489)
- 11 aprile - Raffaele de' Pazzi, condottiero italiano (n. 1471)
- 21 maggio - Pandolfo Petrucci, politico italiano (n. 1452)
- 26 maggio - Bayezid II, sultano ottomano (n. 1447)
- 27 maggio - Antonio Savorgnan, politico italiano (n. 1458)
- 31 maggio - Giovanni Cristoforo Romano, scultore e medaglista italiano (n. 1456)
- 7 luglio - Gian Niccolò Trivulzio, nobile e condottiero italiano (n. 1479)
- 2 agosto - Alessandro Achillini, anatomista e filosofo italiano (n. 1463)
- 5 agosto - Costanzo II Sforza, nobile italiano (n. 1510)
- 15 agosto - Imperia Cognati, italiana (n. 1486)
- 24 agosto - Francesco Pucci, umanista italiano (n. 1463)
- 5 ottobre - Sofia di Polonia, nobildonna polacca (n. 1464)
- 31 ottobre - Anna di Sassonia, principessa tedesca (n. 1437)
- 31 ottobre - Alessandro Benedetti, anatomista, medico e umanista italiano (n. 1450)
- 31 ottobre - Antonio Pizzamano, umanista e vescovo cattolico italiano
- 13 novembre - Emery d'Amboise, militare francese (n. 1434)
- Jacopo Antiquari, umanista italiano (n. 1444)
- Luigi Avogadro, condottiero italiano
- Pietro Belverte, scultore italiano
- Lancino Corti, poeta italiano
- Paolo Farnese, italiano (n. 1504)
- Ventura Fenaroli, condottiero italiano
- Cesare Gonzaga, militare e letterato italiano (n. 1476)
- Eleonora Gonzaga, nobildonna italiana (n. 1488)
- Antoon I Keldermans, architetto belga
- Koca Mustafa Pascià, politico ottomano
- Fiammetta Michaelis, italiana (n. 1465)
- Johannes Numeister, tipografo tedesco
- Abdul Jamil Shah I di Pahang, sovrano malese
- Manuele Paleologo, nobile (n. 1455)
- Giacomo Secco, condottiero italiano (n. 1451)
- Francesco Maria Sforza, conte italiano (n. 1491)
- Rodrigo d'Aragona, nobile italiano (n. 1499)
- Francesco II d'Orléans-Longueville, nobile francese (n. 1470)
- Lorenzo della Volpaia, architetto, matematico e orologiaio italiano (n. 1446)
- Francesca di Brandeburgo, nobildonna tedesca

## Calendario
| Calendario 1512 | Calendario 1512 | Calendario 1512 | Calendario 1512 | Calendario 1512 | Calendario 1512 | Calendario 1512 | Calendario 1512 | Calendario 1512 | Calendario 1512 | Calendario 1512 | Calendario 1512 | Calendario 1512 | Calendario 1512 | Calendario 1512 | Calendario 1512 | Calendario 1512 | Calendario 1512 | Calendario 1512 | Calendario 1512 | Calendario 1512 | Calendario 1512 | Calendario 1512 | Calendario 1512 | Calendario 1512 | Calendario 1512 | Calendario 1512 | Calendario 1512 | Calendario 1512 | Calendario 1512 | Calendario 1512 | Calendario 1512 | Calendario 1512 |
| --------------- | --------------- | --------------- | --------------- | --------------- | --------------- | --------------- | --------------- | --------------- | --------------- | --------------- | --------------- | --------------- | --------------- | --------------- | --------------- | --------------- | --------------- | --------------- | --------------- | --------------- | --------------- | --------------- | --------------- | --------------- | --------------- | --------------- | --------------- | --------------- | --------------- | --------------- | --------------- | --------------- |
|                 | 1               | 2               | 3               | 4               | 5               | 6               | 7               | 8               | 9               | 10              | 11              | 12              | 13              | 14              | 15              | 16              | 17              | 18              | 19              | 20              | 21              | 22              | 23              | 24              | 25              | 26              | 27              | 28              | 29              | 30              | 31              |                 |
| Gennaio         | Gi              | Ve              | Sa              | Do              | Lu              | Ma              | Me              | Gi              | Ve              | Sa              | Do              | Lu              | Ma              | Me              | Gi              | Ve              | Sa              | Do              | Lu              | Ma              | Me              | Gi              | Ve              | Sa              | Do              | Lu              | Ma              | Me              | Gi              | Ve              | Sa              |                 |
| Febbraio        | Do              | Lu              | Ma              | Me              | Gi              | Ve              | Sa              | Do              | Lu              | Ma              | Me              | Gi              | Ve              | Sa              | Do              | Lu              | Ma              | Me              | Gi              | Ve              | Sa              | Do              | Lu              | Ma              | Me              | Gi              | Ve              | Sa              | Do              |                 |                 |                 |
| Marzo           | Lu              | Ma              | Me              | Gi              | Ve              | Sa              | Do              | Lu              | Ma              | Me              | Gi              | Ve              | Sa              | Do              | Lu              | Ma              | Me              | Gi              | Ve              | Sa              | Do              | Lu              | Ma              | Me              | Gi              | Ve              | Sa              | Do              | Lu              | Ma              | Me              |                 |
| Aprile          | Gi              | Ve              | Sa              | Do              | Lu              | Ma              | Me              | Gi              | Ve              | Sa              | Do              | Lu              | Ma              | Me              | Gi              | Ve              | Sa              | Do              | Lu              | Ma              | Me              | Gi              | Ve              | Sa              | Do              | Lu              | Ma              | Me              | Gi              | Ve              |                 |                 |
| Maggio          | Sa              | Do              | Lu              | Ma              | Me              | Gi              | Ve              | Sa              | Do              | Lu              | Ma              | Me              | Gi              | Ve              | Sa              | Do              | Lu              | Ma              | Me              | Gi              | Ve              | Sa              | Do              | Lu              | Ma              | Me              | Gi              | Ve              | Sa              | Do              | Lu              |                 |
| Giugno          | Ma              | Me              | Gi              | Ve              | Sa              | Do              | Lu              | Ma              | Me              | Gi              | Ve              | Sa              | Do              | Lu              | Ma              | Me              | Gi              | Ve              | Sa              | Do              | Lu              | Ma              | Me              | Gi              | Ve              | Sa              | Do              | Lu              | Ma              | Me              |                 |                 |
| Luglio          | Gi              | Ve              | Sa              | Do              | Lu              | Ma              | Me              | Gi              | Ve              | Sa              | Do              | Lu              | Ma              | Me              | Gi              | Ve              | Sa              | Do              | Lu              | Ma              | Me              | Gi              | Ve              | Sa              | Do              | Lu              | Ma              | Me              | Gi              | Ve              | Sa              |                 |
| Agosto          | Do              | Lu              | Ma              | Me              | Gi              | Ve              | Sa              | Do              | Lu              | Ma              | Me              | Gi              | Ve              | Sa              | Do              | Lu              | Ma              | Me              | Gi              | Ve              | Sa              | Do              | Lu              | Ma              | Me              | Gi              | Ve              | Sa              | Do              | Lu              | Ma              |                 |
| Settembre       | Me              | Gi              | Ve              | Sa              | Do              | Lu              | Ma              | Me              | Gi              | Ve              | Sa              | Do              | Lu              | Ma              | Me              | Gi              | Ve              | Sa              | Do              | Lu              | Ma              | Me              | Gi              | Ve              | Sa              | Do              | Lu              | Ma              | Me              | Gi              |                 |                 |
| Ottobre         | Ve              | Sa              | Do              | Lu              | Ma              | Me              | Gi              | Ve              | Sa              | Do              | Lu              | Ma              | Me              | Gi              | Ve              | Sa              | Do              | Lu              | Ma              | Me              | Gi              | Ve              | Sa              | Do              | Lu              | Ma              | Me              | Gi              | Ve              | Sa              | Do              |                 |
| Novembre        | Lu              | Ma              | Me              | Gi              | Ve              | Sa              | Do              | Lu              | Ma              | Me              | Gi              | Ve              | Sa              | Do              | Lu              | Ma              | Me              | Gi              | Ve              | Sa              | Do              | Lu              | Ma              | Me              | Gi              | Ve              | Sa              | Do              | Lu              | Ma              |                 |                 |
| Dicembre        | Me              | Gi              | Ve              | Sa              | Do              | Lu              | Ma              | Me              | Gi              | Ve              | Sa              | Do              | Lu              | Ma              | Me              | Gi              | Ve              | Sa              | Do              | Lu              | Ma              | Me              | Gi              | Ve              | Sa              | Do              | Lu              | Ma              | Me              | Gi              | Ve              |                 |